# Medycyna kolejowa
Medycyna kolejowa – w jej skład wchodzą: podstawy prawne, organizacja transportu kolejowego, charakterystyka stanowisk pracy związanych z bezpieczeństwem ruchu kolejowego, higiena transportu kolejowego, ekspozycja zawodowa, patologia zawodowa, metodyka badań, orzecznictwo, wypadkowość kolejowa.
W Polsce medycyną kolejową zajmują się placówki wyspecjalizowanej agendy PKP S.A., Oddziału Kolejowa Medycyna Pracy.